# Église Saint-Amand de Rieulay
Pour les articles homonymes, voir Église Saint-Amand.
L'église Saint-Amand, également nommée Notre-Dame-des-Orages est une église catholique située à Rieulay, en France.

## Localisation
L'église est située dans le département français du Nord, sur la commune de Rieulay.